# Independent Spirit de melhor ator
O Prêmio Independent Spirit de Melhor Ator é um dos prêmios anuais do Independent Spirit, concedidos aos melhores atores em um papel principal de cada ano.
Notas:
- † Indica um vencedor do Oscar de Melhor Ator.

- ‡ Indica um nomeado ao Oscar de Melhor Ator.

## Vencedores e nomeados

### 1986-1989
| Ano  | Vencedor           | Filme             | Papel             | Ref.  |
| ---- | ------------------ | ----------------- | ----------------- | ----- |
| 1986 | M. Emmet Walsh     | Blood Simple      | Loren Visser      | [ 1 ] |
| 1987 | James Woods        | Salvador          | Richard Boyle ‡   | [ 2 ] |
| 1988 | Dennis Quaid       | The Big Easy      | Det. Remy McSwain | [ 3 ] |
| 1989 | Edward James Olmos | Stand and Deliver | Jaime Escalante ‡ | [ 4 ] |

### Anos 1990
| Ano  | Vencedor          | Filme                | Papel                                     | Ref.          |
| ---- | ----------------- | -------------------- | ----------------------------------------- | ------------- |
| 1990 | Matt Dillon       | Drugstore Cowboy     | Bob Hughes                                | [ 5 ]         |
| 1991 | Danny Glover      | To Sleep with Anger  | Harry                                     | [ 6 ]         |
| 1992 | River Phoenix     | My Own Private Idaho | Mike Waters                               | [ 7 ]         |
| 1993 | Harvey Keitel     | Bad Lieutenant       | Tenente                                   | [ 8 ]         |
| 1994 | Jeff Bridges      | American Heart       | Jack Kelson                               | [ 9 ]         |
| 1995 | Samuel L. Jackson | Pulp Fiction         | Jules Winnfield ‡                         | [ 10 ]        |
| 1996 | Sean Penn         | Dead Man Walking     | Matthew Poncelet ‡                        | [ 11 ]        |
| 1997 | William H. Macy   | Fargo                | Jerry Lundegaard ‡                        | [ 12 ]        |
| 1998 | Robert Duvall     | The Apostle          | Euliss "Sonny" Dewey - The Apostle E.F. ‡ | [ 13 ] [ 14 ] |
| 1999 | Ian McKellen      | Gods and Monsters    | James Whale ‡                             | [ 15 ] [ 16 ] |

### Anos 2000
| Ano  | Vencedores e nomeados  | Filme                       | Papel                                  | Ref.                 |
| ---- | ---------------------- | --------------------------- | -------------------------------------- | -------------------- |
| 2000 | Richard Farnsworth     | The Straight Story          | Alvin Straight ‡                       | [ 17 ]               |
| 2000 | John Cusack            | Being John Malkovich        | Craig Schwartz                         | [ 17 ]               |
| 2000 | Terence Stamp          | The Limey                   | Wilson                                 | [ 17 ]               |
| 2000 | David Strathairn       | Limbo                       | Joe "Jumpin" Gastineau                 | [ 17 ]               |
| 2000 | Noble Willingham       | The Corndog Man             | Ace Barker                             | [ 17 ]               |
| 2001 | Javier Bardem          | Before Night Falls          | Reinaldo Arenas ‡                      | [ 18 ]               |
| 2001 | Adrien Brody           | Restaurant                  | Chris Calloway                         | [ 18 ]               |
| 2001 | Billy Crudup           | Jesus' Son                  | FH                                     | [ 18 ]               |
| 2001 | Hill Harper            | The Visit                   | Alex Waters                            | [ 18 ]               |
| 2001 | Mark Ruffalo           | You Can Count on Me         | Terry Prescott                         | [ 18 ]               |
| 2002 | Tom Wilkinson          | In the Bedroom              | Matt Fowler ‡                          | [ 19 ] [ 20 ] [ 21 ] |
| 2002 | Brian Cox              | L.I.E.                      | Big John Harrigan                      | [ 19 ] [ 20 ] [ 21 ] |
| 2002 | Ryan Gosling           | The Believer                | Danny Balint                           | [ 19 ] [ 20 ] [ 21 ] |
| 2002 | Jake Gyllenhaal        | Donnie Darko                | Donnie Darko                           | [ 19 ] [ 20 ] [ 21 ] |
| 2002 | John Cameron Mitchell  | Hedwig and the Angry Inch   | Hansel Schmidt / Hedwig Robinson       | [ 19 ] [ 20 ] [ 21 ] |
| 2003 | Derek Luke             | Antwone Fisher              | Antwone "Fish" Fisher                  | [ 22 ] [ 23 ] [ 24 ] |
| 2003 | Graham Greene          | Skins                       | Mogie Yellow Lodge                     | [ 22 ] [ 23 ] [ 24 ] |
| 2003 | Danny Huston           | Ivans Xtc                   | Ivan Beckman                           | [ 22 ] [ 23 ] [ 24 ] |
| 2003 | Jeremy Renner          | Dahmer                      | Jeffrey Dahmer                         | [ 22 ] [ 23 ] [ 24 ] |
| 2003 | Campbell Scott         | Roger Dodger                | Roger Swanson                          | [ 22 ] [ 23 ] [ 24 ] |
| 2004 | Bill Murray            | Lost in Translation         | Bob Harris ‡                           | [ 25 ] [ 26 ]        |
| 2004 | Peter Dinklage         | The Station Agent           | Finbar McBride                         | [ 25 ] [ 26 ]        |
| 2004 | Paul Giamatti          | American Splendor           | Harvey Pekar                           | [ 25 ] [ 26 ]        |
| 2004 | Ben Kingsley           | House of Sand and Fog       | Massoud Amir Behrani ‡                 | [ 25 ] [ 26 ]        |
| 2004 | Lee Pace               | Soldier's Girl              | Calpernia Addams / Scottie             | [ 25 ] [ 26 ]        |
| 2005 | Paul Giamatti          | Sideways                    | Miles Raymond                          | [ 27 ]               |
| 2005 | Kevin Bacon            | The Woodsman                | Walter                                 | [ 27 ]               |
| 2005 | Jeff Bridges           | The Door in the Floor       | Ted Cole                               | [ 27 ]               |
| 2005 | Jamie Foxx             | Redemption                  | Stan Tookie Williams                   | [ 27 ]               |
| 2005 | Liam Neeson            | Kinsey                      | Alfred Kinsey                          | [ 27 ]               |
| 2006 | Philip Seymour Hoffman | Capote                      | Truman Capote †                        | [ 28 ] [ 29 ]        |
| 2006 | Jeff Daniels           | The Squid and the Whale     | Bernard Berkman                        | [ 28 ] [ 29 ]        |
| 2006 | Terrence Howard        | Hustle & Flow               | DJay ‡                                 | [ 28 ] [ 29 ]        |
| 2006 | Heath Ledger           | Brokeback Mountain          | Ennis Del Mar ‡                        | [ 28 ] [ 29 ]        |
| 2006 | David Strathairn       | Good Night, and Good Luck.  | Edward R. Murrow ‡                     | [ 28 ] [ 29 ]        |
| 2007 | Ryan Gosling           | Half Nelson                 | Dan Dunne ‡                            | [ 30 ] [ 31 ]        |
| 2007 | Aaron Eckhart          | Thank You for Smoking       | Nick Naylor                            | [ 30 ] [ 31 ]        |
| 2007 | Edward Norton          | The Painted Veil            | Walter Fane                            | [ 30 ] [ 31 ]        |
| 2007 | Ahmad Razvi            | Man Push Cart               | Ahmad                                  | [ 30 ] [ 31 ]        |
| 2007 | Forest Whitaker        | American Gun                | Carter                                 | [ 30 ] [ 31 ]        |
| 2008 | Philip Seymour Hoffman | The Savages                 | Jon Savage                             | [ 32 ] [ 33 ]        |
| 2008 | Pedro Castaneda        | August Evening              | Jaime                                  | [ 32 ] [ 33 ]        |
| 2008 | Don Cheadle            | Talk to Me                  | Petey Greene                           | [ 32 ] [ 33 ]        |
| 2008 | Frank Langella         | Starting Out in the Evening | Leonard Schiller                       | [ 32 ] [ 33 ]        |
| 2008 | Tony Leung             | Lust, Caution               | Mr. Yee                                | [ 32 ] [ 33 ]        |
| 2009 | Mickey Rourke          | The Wrestler                | Randy "The Ram" Robinson ‡             | [ 34 ] [ 35 ]        |
| 2009 | Javier Bardem          | Vicky Cristina Barcelona    | Juan Antonio Gonzalo                   | [ 34 ] [ 35 ]        |
| 2009 | Richard Jenkins        | The Visitor                 | Walter Vale ‡                          | [ 34 ] [ 35 ]        |
| 2009 | Sean Penn              | Milk                        | Harvey Milk †                          | [ 34 ] [ 35 ]        |
| 2009 | Jeremy Renner          | The Hurt Locker             | Staff Sgt. First Class William James ‡ | [ 34 ] [ 35 ]        |

### Anos 2010
| Ano  | Vencedores e nomeados | Filme                      | Personagem                    | Ref.          |
| ---- | --------------------- | -------------------------- | ----------------------------- | ------------- |
| 2010 | Jeff Bridges          | Crazy Heart                | Otis "Bad" Blake †            | [ 36 ] [ 37 ] |
| 2010 | Colin Firth           | A Single Man               | George Falconer ‡             | [ 36 ] [ 37 ] |
| 2010 | Joseph Gordon-Levitt  | (500) Days of Summer       | Tom Hansen                    | [ 36 ] [ 37 ] |
| 2010 | Souleymane Sy Savane  | Goodbye Solo               | Solo                          | [ 36 ] [ 37 ] |
| 2010 | Adam Scott            | The Vicious Kind           | Caleb Sinclaire               | [ 36 ] [ 37 ] |
| 2011 | James Franco          | 127 Hours                  | Aron Ralston ‡                | [ 38 ] [ 39 ] |
| 2011 | Ronald Bronstein      | Daddy Longlegs             | Lenny Sokol                   | [ 38 ] [ 39 ] |
| 2011 | Aaron Eckhart         | Rabbit Hole                | Howie Corbett                 | [ 38 ] [ 39 ] |
| 2011 | John C. Reilly        | Cyrus                      | John Kilpatrick               | [ 38 ] [ 39 ] |
| 2011 | Ben Stiller           | Greenberg                  | Roger Greenberg               | [ 38 ] [ 39 ] |
| 2012 | Jean Dujardin         | O Artista                  | George Valentin †             | [ 40 ] [ 41 ] |
| 2012 | Demián Bichir         | A Better Life              | Carlos Galindo ‡              | [ 40 ] [ 41 ] |
| 2012 | Ryan Gosling          | Drive                      | Driver                        | [ 40 ] [ 41 ] |
| 2012 | Woody Harrelson       | Rampart                    | Dave Brown                    | [ 40 ] [ 41 ] |
| 2012 | Michael Shannon       | Take Shelter               | Curtis LaForche               | [ 40 ] [ 41 ] |
| 2013 | John Hawkes           | The Sessions               | Mark O'Brien                  | [ 42 ] [ 43 ] |
| 2013 | Jack Black            | Bernie                     | Bernie Tiede                  | [ 42 ] [ 43 ] |
| 2013 | Bradley Cooper        | Silver Linings Playbook    | Patrick "Pat" Solitano, Jr. ‡ | [ 42 ] [ 43 ] |
| 2013 | Thure Lindhardt       | Keep the Lights On         | Erik                          | [ 42 ] [ 43 ] |
| 2013 | Matthew McConaughey   | Killer Joe                 | "Killer" Joe Cooper           | [ 42 ] [ 43 ] |
| 2013 | Wendell Pierce        | Four                       | Joe                           | [ 42 ] [ 43 ] |
| 2014 | Matthew McConaughey   | Dallas Buyers Club         | Ron Woodroof †                | [ 44 ] [ 45 ] |
| 2014 | Bruce Dern            | Nebraska                   | Woody Grant‡                  | [ 44 ] [ 45 ] |
| 2014 | Chiwetel Ejiofor      | 12 Years a Slave           | Solomon Northup‡              | [ 44 ] [ 45 ] |
| 2014 | Oscar Isaac           | Inside Llewyn Davis        | Llewyn Davis                  | [ 44 ] [ 45 ] |
| 2014 | Michael B. Jordan     | Fruitvale Station          | Oscar Grant III               | [ 44 ] [ 45 ] |
| 2014 | Robert Redford        | All Is Lost                | Our Man                       | [ 44 ] [ 45 ] |
| 2015 | Michael Keaton        | Birdman                    | Riggan Thomson‡               | [ 46 ]        |
| 2015 | André Benjamin        | Jimi: All Is by My Side    | Jimi Hendrix                  | [ 46 ]        |
| 2015 | Jake Gyllenhaal       | Nightcrawler               | Louis Bloom                   | [ 46 ]        |
| 2015 | John Lithgow          | Love Is Strange            | Ben                           | [ 46 ]        |
| 2015 | David Oyelowo         | Selma                      | Martin Luther King, Jr.       | [ 46 ]        |
| 2016 | Abraham Attah         | Beasts of No Nation        | Agu                           | [ 47 ]        |
| 2016 | Christopher Abbott    | James White                | James White                   | [ 47 ]        |
| 2016 | Ben Mendelsohn        | Mississippi Grind          | Gerry                         | [ 47 ]        |
| 2016 | Jason Segel           | The End of the Tour        | David Foster Wallace          | [ 47 ]        |
| 2016 | Koudous Seihon        | Mediterranea               | Aviva                         | [ 47 ]        |
| 2017 | Casey Affleck         | Manchester by the Sea      | Lee Chandler †                | [ 48 ]        |
| 2017 | David Harewood        | Free in Deed               | Abe Wilkins                   | [ 48 ]        |
| 2017 | Viggo Mortensen       | Captain Fantastic          | Ben Cash ‡                    | [ 48 ]        |
| 2017 | Jesse Plemons         | Other People               | David Mulcahey                | [ 48 ]        |
| 2017 | Tim Roth              | Chronic                    | David Wilson                  | [ 48 ]        |
| 2018 | Timothée Chalamet     | Call Me by Your Name       | Elio Perlman ‡                | [ 49 ]        |
| 2018 | Harris Dickinson      | Beach Rats                 | Frankie                       | [ 49 ]        |
| 2018 | James Franco          | The Disaster Artist        | Tommy Wiseau                  | [ 49 ]        |
| 2018 | Daniel Kaluuya        | Get Out                    | Chris Washington ‡            | [ 49 ]        |
| 2018 | Robert Pattinson      | Good Time                  | Constantine "Connie" Nikas    | [ 49 ]        |
| 2019 | Ethan Hawke           | First Reformed             | Ernst Toller                  | [ 50 ]        |
| 2019 | John Cho              | Searching                  | David Kim                     | [ 50 ]        |
| 2019 | Daveed Diggs          | Blindspotting              | Collin Hoskins                | [ 50 ]        |
| 2019 | Christian Malheiros   | Sócrates                   | Sócrates                      | [ 50 ]        |
| 2019 | Joaquin Phoenix       | You Were Never Really Here | Joe                           | [ 50 ]        |